# Azhoor
Azhoor es una ciudad censal situada en el distrito de Thiruvananthapuram en el estado de Kerala (India). Su población es de 27390 habitantes (2011). Se encuentra a 26 km de Thiruvananthapuram y a 42 km de Kollam.

## Demografía
Según el censo de 2011 la población de Azhoor era de 27390 habitantes, de los cuales 12386 eran hombres y 15004 eran mujeres. Azhoor tiene una tasa media de alfabetización del 88,22%, superior a la media estatal del 94%. la alfabetización masculina es del 92,93%, y la alfabetización femenina del 84,43%.